# Облатка (филателия)

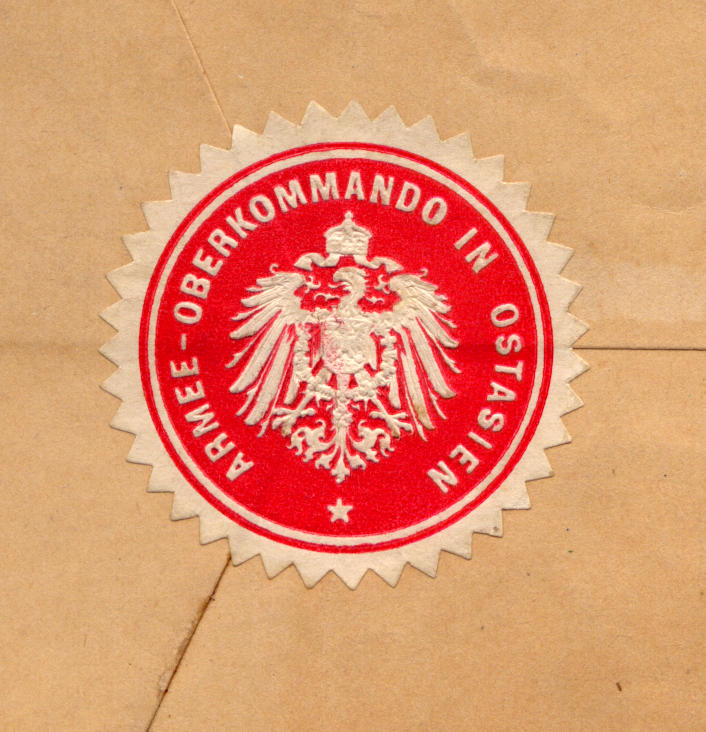
Облатка для заклеивания конверта, использовавшаяся верховным военным командованием Германии в Восточной Азии (1901)

Облатка (нем. Oblate, от лат. Oblate — «наносить, предъявлять, жертвовать») — в филателии обычно небольшой прямоугольник, квадратик или кружок бумаги (часто — цветной) с зачастую нанесённым на одной его стороне клеевым слоем и обозначением отправителя на другой его стороне, предназначавшийся для наклейки на почтовое отправление и служивший одновременно как пломба для запечатывания отправления. Известны облатки, заранее напечатанные на отправления.

## История
Облатки стали входить в употребление в России в 1690-х годах, но особенно широко стали применяться со второй половины XVIII века при заклеивании казенной почты.
Больше всего облатки использовались теми, кому была разрешена бесплатная почтовая пересылка, в основном сюда входят организации и учреждения государственной и местной власти, церковь, благотворительные организации и т. п. В меньшей степени облатки употреблялись коммерческими организациями, но всего меньше частными лицами.